# Heinrich Schlenther
Johann Eduard Heinrich Schlenther (* 5. März 1821 in Insterburg; † 6. September 1900 auf dem Gut Baubeln bei Pogegen) war ein preußischer Jurist und Landrat im Kreis Tilsit (1858–1889).

## Leben
Schlenthers Vorfahren stammen aus Kronsnest im westpreußischen Kreis Marienburg. Seine Großeltern waren der Arzt Wilhelm Schlenther und Henriette von Wenckstern, Tochter der Henrietta Brock und des Landrentmeisters Christian von Wenckstern. Seine Eltern waren der gleichnamige Heinrich Schlenther (1794–1858) und Wilhelmine Heyne (1793–1866). Dieser hatte 1828 mit Baubeln im Kreis Tilsit das Stammgut der Familie erworben.
Er besuchte das Gymnasium in Tilsit. Von 1840 bis 1843 folgte ein Studium der Rechte in Berlin und Heidelberg. 1849 begann er als Gerichtsassessor in Insterburg. Ab 1850 war er dort Kreisrichter und ab 1854 in Tilsit. 1858 kaufte er ein Rittergut. Von 1858 bis 1889 amtierte Schlenther als Landrat im Kreis Tilsit. 1884 wurde er zum Geheimen Regierungsrat ernannt. Von 1866 bis 1870 war er Mitglied des Preußischen Abgeordnetenhauses.
Bereits 1850 hatte Heinrich Schlenther in Insterburg (Ostpreußen) Marie von Keber (1832–1877) geheiratet, Tochter des Juristen Wilhelm von Keber und der Lina Richter. Ihr Sohn Wilhelm von Schlenther wurde 1913 in den preußischen Adelsstand erhoben. Der Enkel Heinrich von Schlenther wurde Landrat und Gutsherr auf Stammgut Baubeln.

## Genealogie
- Walter von Hueck, Friedrich Wilhelm Euler, Detlev Schwennicke, u. a.: Genealogisches Handbuch der Adeligen Häuser. B (Briefadel). 1993. Band XX, Band 104 der Gesamtreihe GHdA, Hrsg. Deutsches Adelsarchiv, C. A. Starke Verlag, Limburg (Lahn) 1993, ISSN 0435-2408, S. 389 f.
- Gerhard Schlenther: Stammfolge Schlenther aus Ost- und Westpreußen. In: Archiv Ostdeutscher Familienforscher. 1991.
- Gothaisches Genealogisches Taschenbuch der Briefadeligen Häuser 1915. Neunter Jahrgang, Justus Perthes, Gotha 1914, S. 829 f.